# 伊万里市立青嶺中学校
伊万里市立青嶺中学校（いまりしりつせいれいちゅうがっこう）は佐賀県伊万里市黒川町福田にある市立の中学校。

## 概要
歴史
2000年（平成12年）に以下の2校が統合して開校した。2020年（令和2年）には創立20周年を迎えた。
- 伊万里市立黒川中学校
- 伊万里市立波多津中学校

校訓
- 「学ぶ心・鍛える心・磨く心」

校章
中央に校名の「中」の文字を配している。
校歌
作詞は前田英樹、作曲は田村洋による。歌詞は3番まであり、各番に校名の「青嶺」が登場する。
通学区域
- 伊万里市立黒川小学校区
- 伊万里市立波多津小学校区[1]。

## 沿革
旧・黒川中学校（くろがわ）
- 1947年（昭和22年）

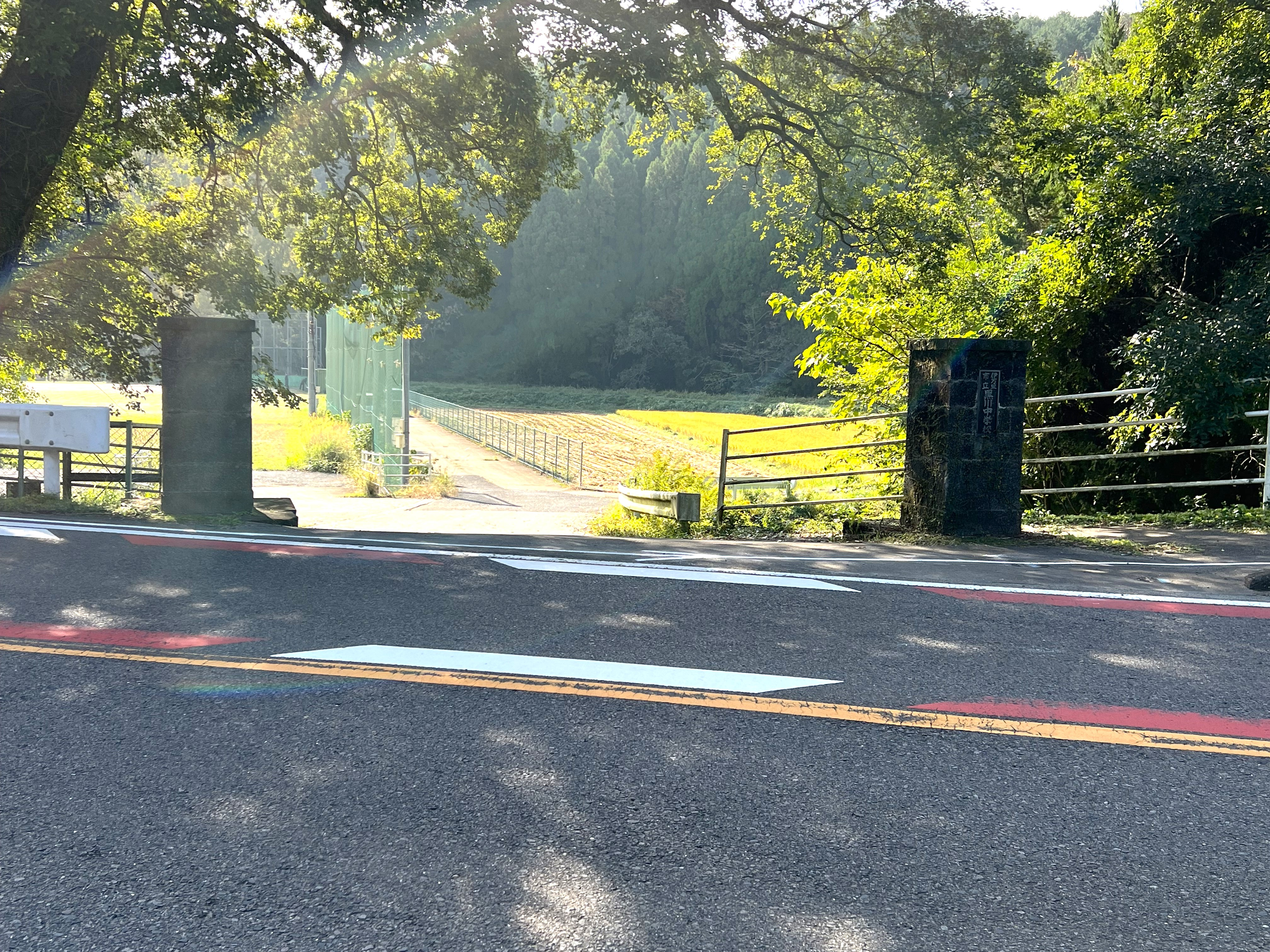
旧・黒川中学校跡に残る門柱

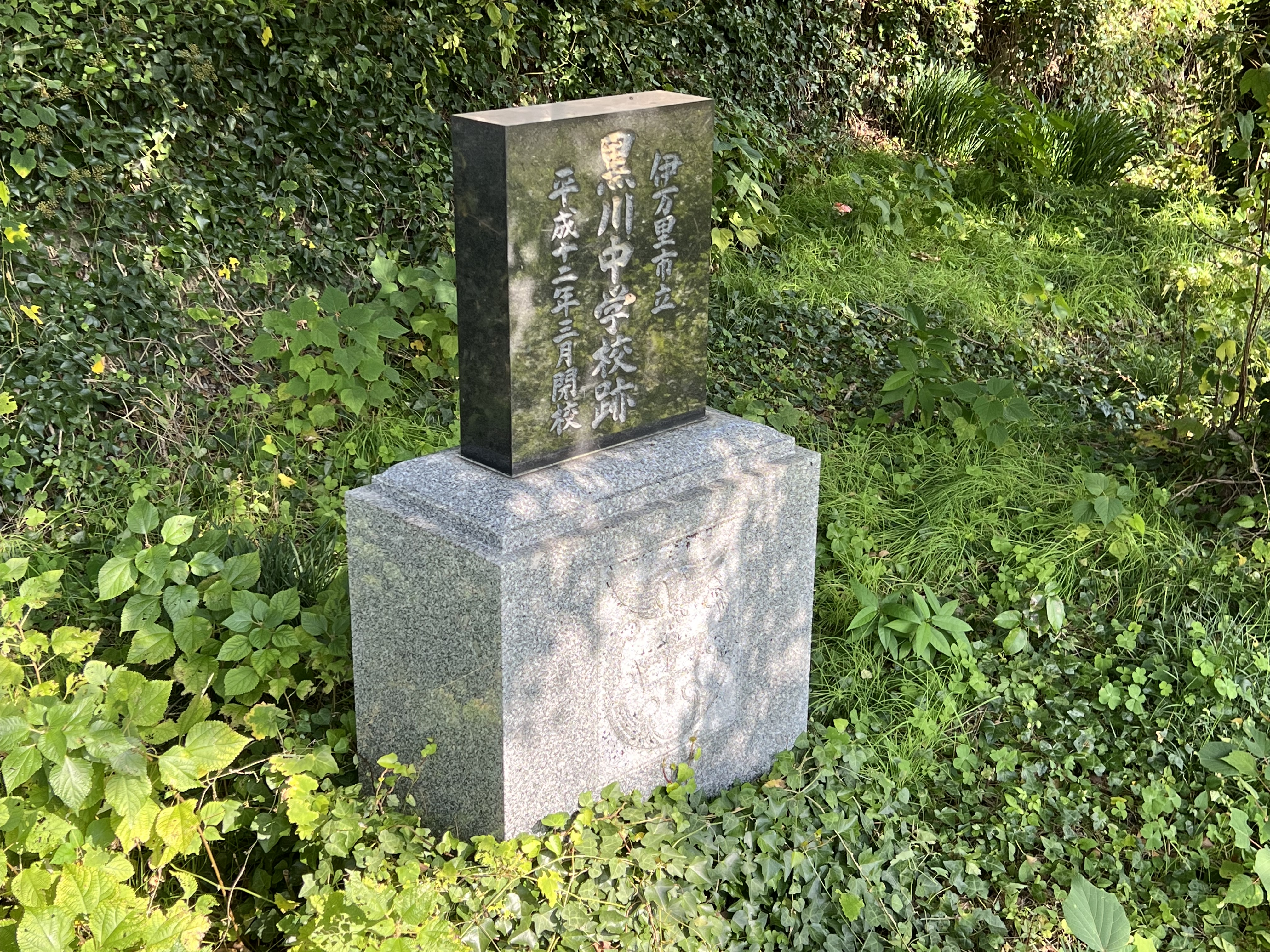
旧・黒川中学校跡に残る閉校記念碑

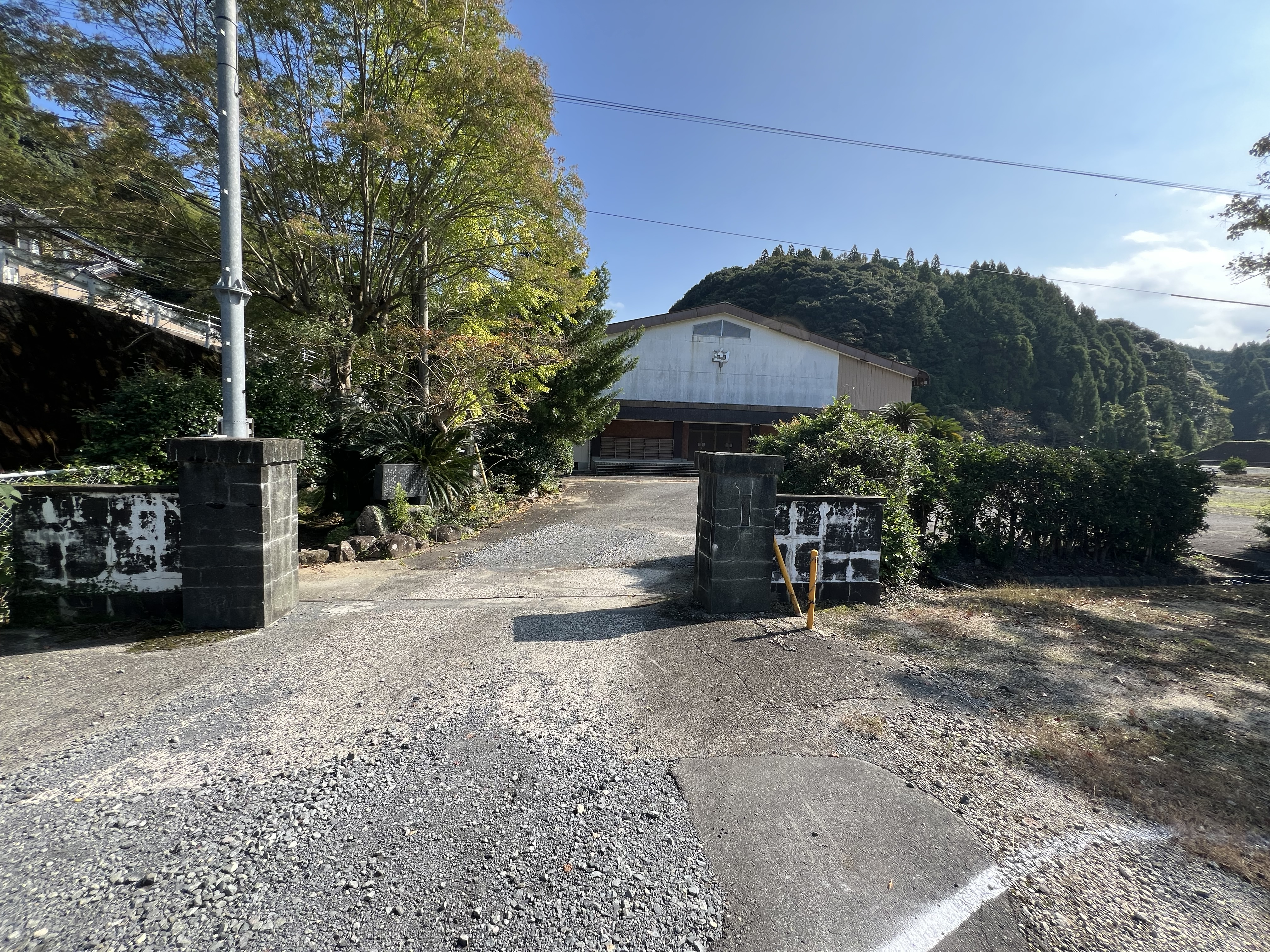
旧・波多津中学校跡に残る門柱と体育館

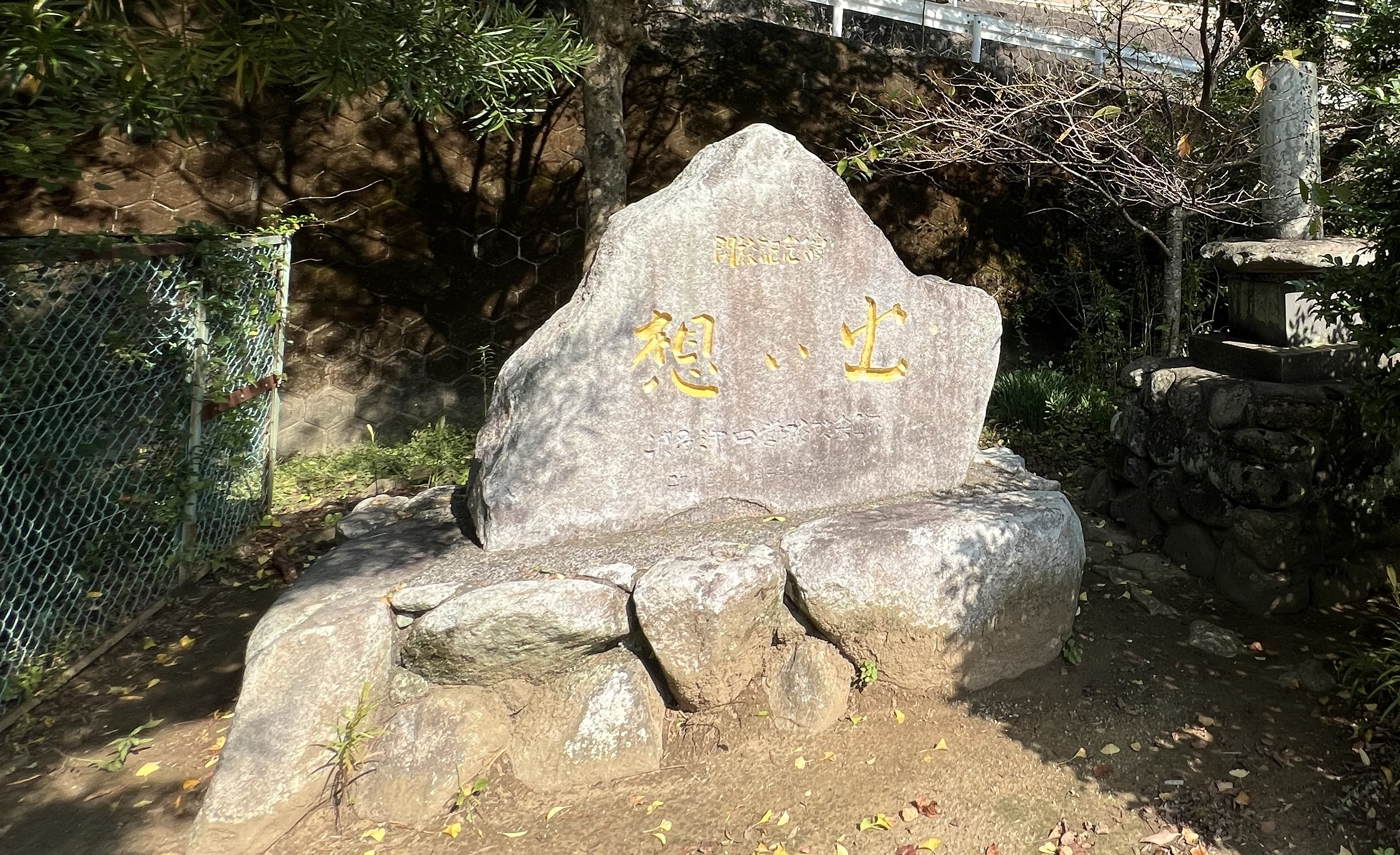
旧・波多津中学校跡に残る閉校記念碑

  - 4月1日 - 学制改革（六・三制）の実施により、新制中学校「黒川村立黒川中学校」が創立。
  - 5月3日 - 開校式を挙行。生徒数（本校・分校合わせて）259名、教職員12名。
    - 黒川第一国民学校高等科、黒川第二国民学校高等科、黒川農業青年学校の普通科が統合の上、改組された。
    - 校舎完成までの間、本校を黒川村立第一小学校に併設し、通称「作業舎」を教室に充てる。
    - また、黒川第二小学校に中学校分校を併設。第一小学校立目分校の卒業者は当面、第二小学校併設の中学校分校に通う。
- 1951年（昭和26年）- 大黒川3209番地に新校舎が完成。第一小学校との併設を解消。第二小学校併設の分校を廃止。分散授業を解消。
- 1954年（昭和29年）4月1日 - 町村合併により伊万里市が市制施行。これに伴い、「伊万里市立黒川中学校」に改称。
- 1955年（昭和30年）- 宿直室横に井戸を掘削。
- 1957年（昭和32年）- 校長住宅が完成。
- 1967年（昭和42年）- JRC（青少年赤十字）に加盟。
- 1969年（昭和44年）- 佐賀県社会福祉協議会からVS（ボランティアサービス）活動協力校の指定を受ける。
- 2000年（平成12年）3月31日 - 統合のため、閉校。
  - 最終所在地 - 〒848-0123 伊万里市黒川町大黒川3209番地
  - 跡地 - 校舎は解体され、跡地にはグラウンド（広場）が残る。

旧・波多津中学校（はたづ）
- 1947年（昭和22年）
  - 4月1日 - 学制改革（六・三制）の実施により、新制中学校「波多津村立波多津中学校」が創立。
  - 5月3日 - 開校式を挙行。
  - 5月5日 - 始業式、第1回入学式を挙行。
    - 波多津第一国民学校高等科、波多津第二国民学校高等科、波多津農業青年学校の普通科が統合の上、改組された。
    - 校舎完成までの間、波多津村立第一小学校に併設。
    - また、畑津田嶋神社西側の波多津農業青年学校の校舎も教室に充てられ、分散授業を余儀なくされる。
- 1948年（昭和23年）8月 - 校舎建築敷地選定特別委員会が設置され、校地の選定に着手。
- 1951年（昭和26年）3月 - 大字辻2979番地に校地を決定。
- 1952年（昭和27年）- 校舎建設に着手。
- 1953年（昭和28年）12月 - 平屋建て木造新校舎（3棟、総ヒノキ造）が完成。
- 1954年（昭和29年）
  - 1月 - 移転を完了し、授業を開始。
  - 4月1日 - 町村合併により伊万里市が市制施行。これに伴い、「伊万里市立波多津中学校」に改称。
- 1955年（昭和30年）- 宿直室横に井戸を掘削。
- 1957年（昭和32年）- 校長住宅が完成。
- 1964年（昭和39年）9月 - 北部地区学校給食センターが開設される。
- 2000年（平成12年）3月31日 - 統合のため、閉校。
  - 最終所在地 - 〒848-0101 伊万里市波多津町辻2979番地
  - 跡地 - 校舎は解体され、跡地にはグラウンド（波多津運動広場）と体育館（伊万里市波多津体育館）が残る。伊万里市役所波多津出張所が隣接している。

統合後・青嶺中学校
- 2000年（平成12年）4月1日 - 現在地に新校舎が完成し、移転・統合を完了。「伊万里市立青嶺中学校」（現校名）が開校。
  - 新校舎は木材が多く使用され、バリアフリーの施設としてエレベーターが設置されている。
  - 通学区域が広いため、スクールバスが運行されている。

## 交通
最寄りのバス停留所
- 西肥自動車 「青嶺中学校」バス停留所

最寄りの幹線道路
- 国道204号

## 周辺
- 伊万里ファミリーパーク
- 田嶋神社
- いまりマリーナ

## 参考資料
- 「伊万里市史 教育・人物編」（2003年（平成15年）3月31日発行, 伊万里市）p.396 - p.399